# DK - Filmen med Danmark
DK - Filmen med Danmark er en dansk eksperimentalfilm fra 1993 instrueret af Pablo Llambias efter manuskript af Mikkel Bo.

## Handling
Er Danmark dansk?, spørger en løfterig blondine, vores turistguide. Er danskhed et spørgsmål om kvalitet eller kvantitet? Og afhænger det sete Danmarksbillede af beskueren? Med glimt i øjet vises små tableauer, hvor gentagelser figurerer med spøgefulde tolkningsmuligheder og en ordleg omkring Langebæk, Langelund, Langelev, Langeskov, Langestrup, Langesø og Langå.